# Coprophanaeus ensifer
Coprophanaeus ensifer är en skalbaggsart som beskrevs av Ernst Friedrich Germar 1821. Coprophanaeus ensifer ingår i släktet Coprophanaeus och familjen bladhorningar. Inga underarter finns listade i Catalogue of Life.

## Bildgalleri

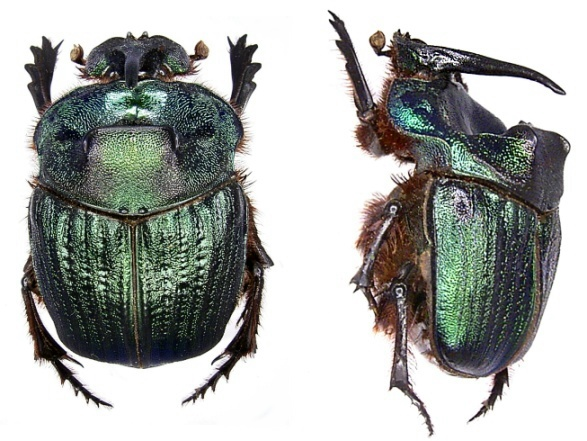
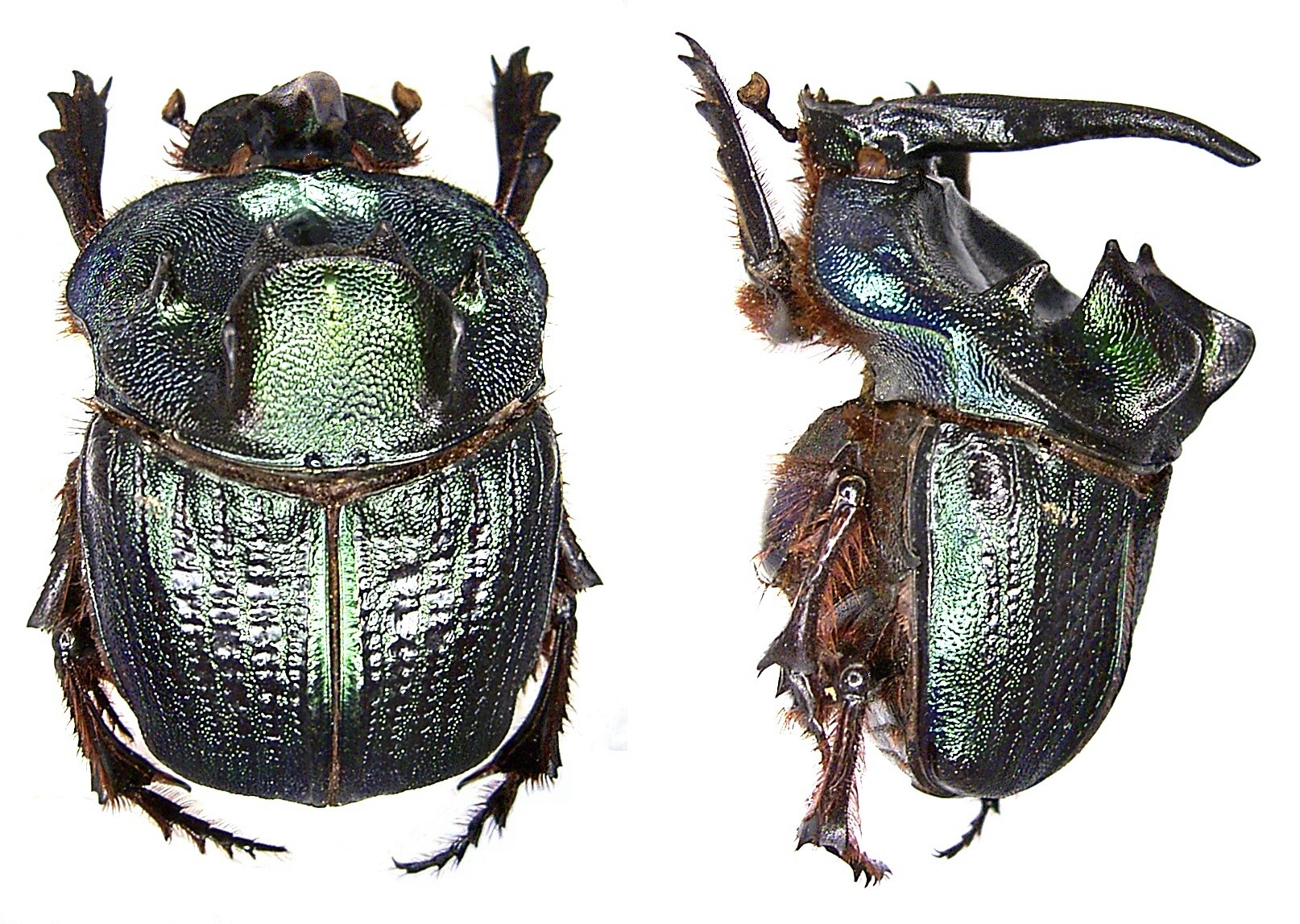
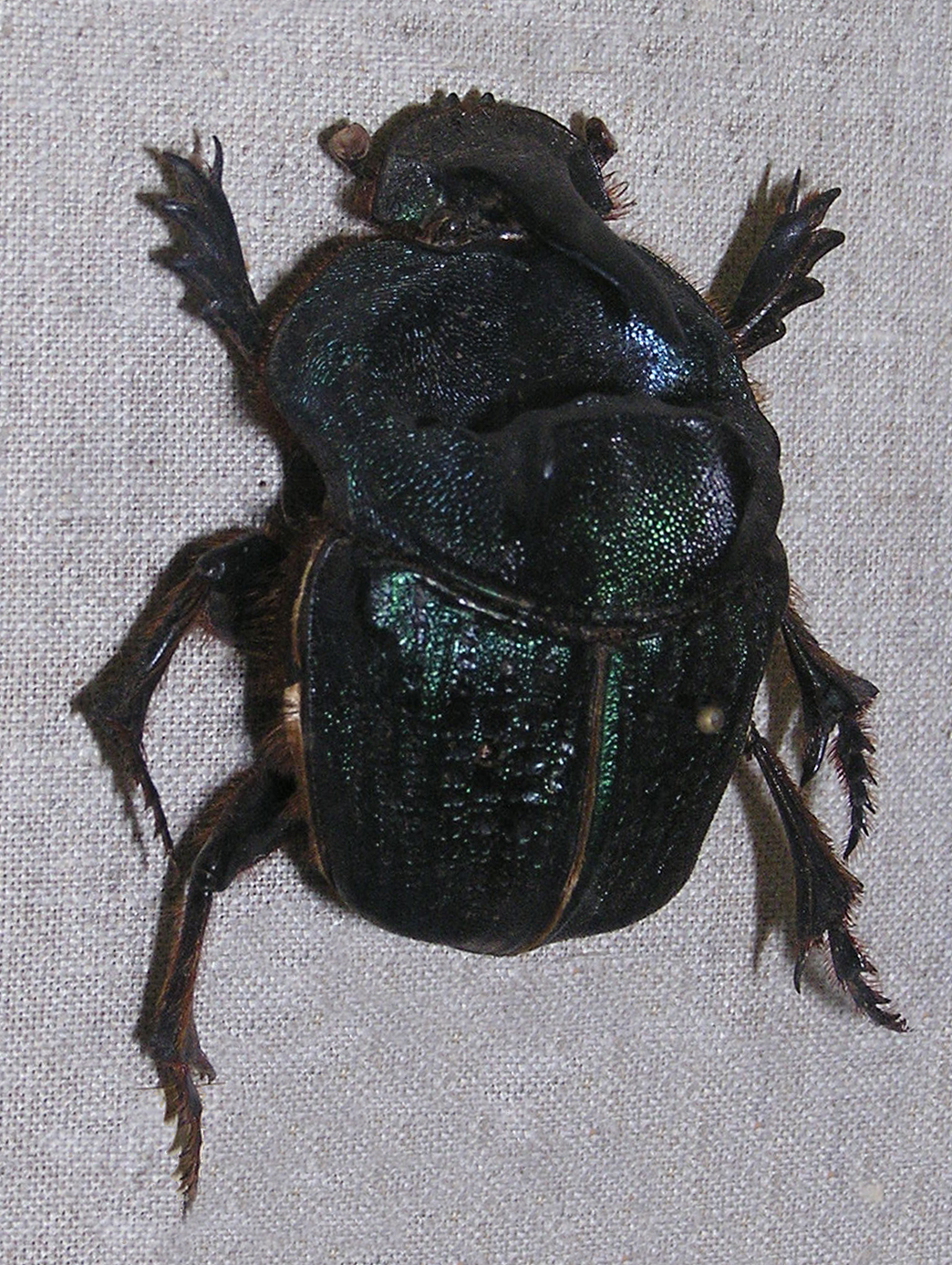